# Pristimantis pahuma
Espèce
Pristimantis pahuma est une espèce d'amphibiens de la famille des Craugastoridae.

## Répartition
Cette espèce est endémique de la province de Pichincha en Équateur. Elle se rencontre dans la réserve biologique Los Cedros et la réserve Las Gralarias entre 2 186 et 2 574 m d'altitude.

## Description
Les mâles mesurent de 20,2 à 22,8 mm et les femelles de 22,4 à 24,9 mm.

## Étymologie
Son nom d'espèce lui a été donné en référence au lieu de sa découverte, la réserve El Pahuma.

## Publication originale
- Hutter & Guayasamin, 2015 : Cryptic diversity concealed in the Andean cloud forests: two new species of rainfrogs (Pristimantis) uncovered by molecular and bioacoustic data. Neotropical Biodiversity, vol. 1, no 1, p. 35–59.